# Pretty Girls
«Pretty Girls»—en español: «Chicas lindas»— es una canción interpretada por la cantante estadounidense Britney Spears y la rapera australiana Iggy Azalea. Azalea coescribió la canción con Maegan Cottone, el grupo británico Little Mix, y los productores de la canción, The Invisible Men. El sencillo fue lanzado el 4 de mayo de 2015, por RCA Records.
El video musical de «Pretty Girls» se estrenó el 13 de mayo de 2015, y fue dirigido por Azalea y Cameron Duddy.La trama y visualización fueron inspirados por la película Earth Girls Are Easy (1988), protagonizada por Geena Davis. La canción fue interpretada en vivo por Spears y Azalea por primera vez el 17 de mayo de 2015, en los Billboard Music Awards. Más tarde, fue añadida al repertorio de la residencia en Las Vegas de Spears, Britney: Piece of Me.
La colaboración obtuvo un éxito moderado en las listas de música de todo el mundo, alcanzando el top 20 en Reino Unido y Canadá, y el top 30 en los Estados Unidos, Francia y Australia. La canción recibió dos nominaciones en los Teen Choice Awards de 2015.

## Antecedentes y lanzamiento

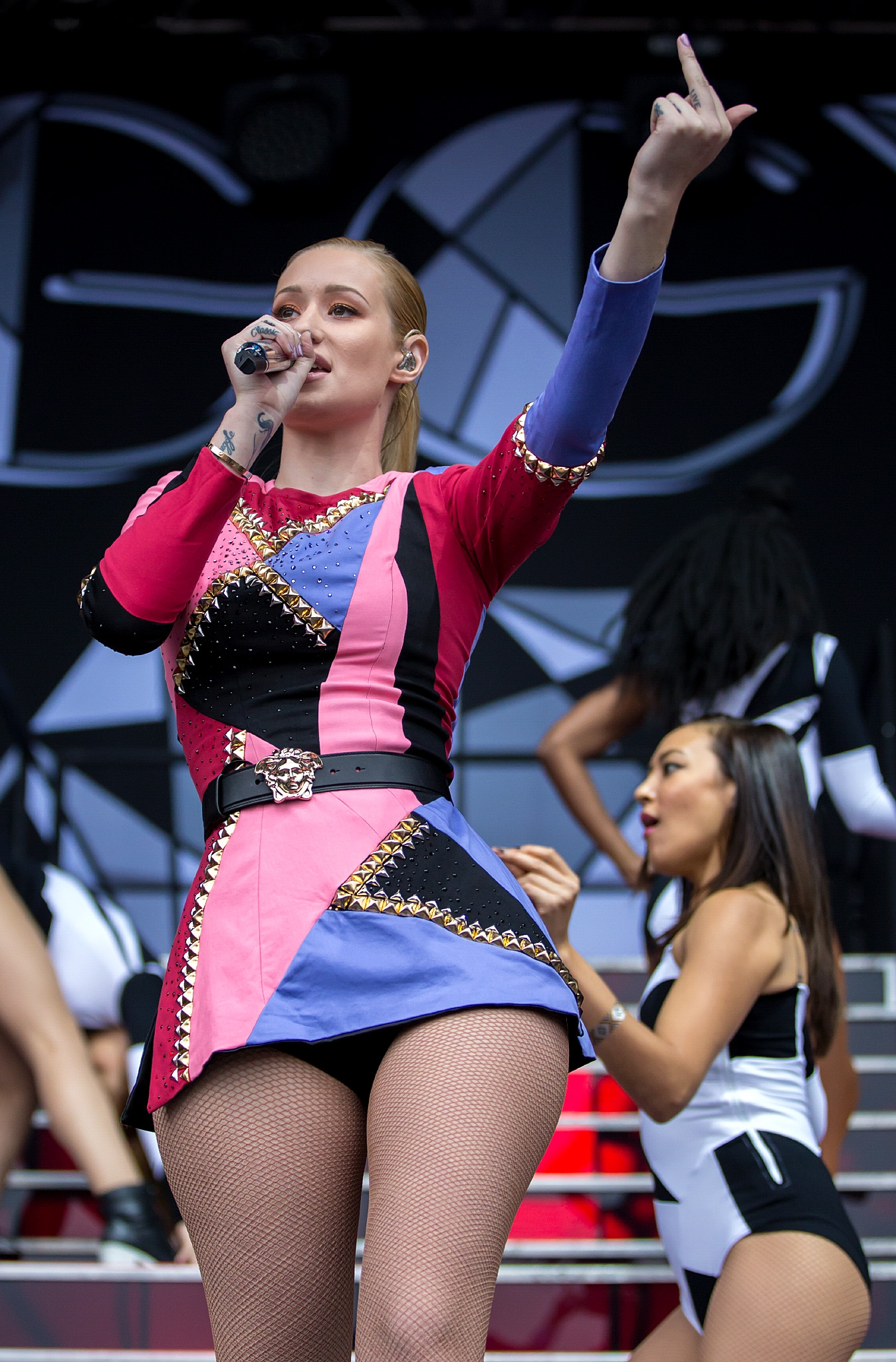
Iggy Azalea coescribió «Pretty Girls».

El 9 de septiembre de 2014, durante una entrevista con Extra en el marco del lanzamiento de la colección de lencería The Intimate Britney Spears en la ciudad de Nueva York, Spears reveló que había empezado a trabajar "muy despacio pero progresivamente" en un nuevo álbum. Cuándo se le preguntó con quién le gustaría hacer un dueto, Spears dijo: "Me encanta Katy Perry– me encantaría hacer un dueto con ella. O Iggy [Azalea] – lo cual sería algo grandioso." Los rumores sobre una colaboración entre las dos artistas empezaron a extenderse, después de que Azalea compartiera en Instagram que había "grabado un dueto después del espectáculo para una rubia" en Londres, y también que acababa de hacer una "colaboración secreta" con "alguien que me ha tenido en la mira", añadiendo, "Otra reina de pop con la cual estoy entusiasmada."
En diciembre de 2014, Azalea dijo en el backstage del show Jingle Ball de 2014 que su colaboración sería estrenada en 2015, "Tenemos una canción, que va a ser su primer sencillo [del noveno álbum de Spears], que sale el año que viene." Cuando se le preguntó cómo surgió la colaboración, Azalea añadió: "Ella dijo que le gustaría trabajar conmigo en una entrevista y lo hicimos. Grabamos unas cuantas cosas diferentes y entonces al final se juntó las partes de cada una, pienso que es genial. Pienso que todo el mundo lo oirá a principios del año que viene". En febrero de 2015, Azalea tuiteó que habían "épicos planes para la canción". Azalea confirmó el título de la pista la semana siguiente. Después, con Britney en la portada de la revista People, se anunció que «Pretty Girls» sería lanzado el 5 de mayo.
El 29 de marzo de 2015, en la alfombra roja de los iHeartRadio Music Awards en Los Ángeles, Azalea confirmó que «Pretty Girls» sería incluido como el primer sencillo del próximo álbum de estudio de Britney, y detalló el proceso de su colaboración durante una entrevista con MTV News, explicando el desarrollo de la canción, mencionando su versión final, convirtiéndose en un dueto en el cual se le unió a la voz de Spears en el coro y no haciendo una típica aparición de rap. Al describir la canción en una entrevista con USA Today, Azalea dijo, "Es sólo un montón de diversión, es un clásico, una canción femenina que deseas gritarle a otra persona cuando te estás preparando". Aunque la colaboración fuese totalmente finalizada en otoño de 2014, Azalea aún no conocía a Spears en persona, hasta enero de 2015, cuándo Azalea la invitó a su casa.
El 30 de abril de 2015 se dio a conocer la portada del sencillo, la cual mostraba una ilustración de las artistas con el espacio exterior de fondo haciendo alusión a la película culto de los 80s Earth Girls Are Easy. Algunas partes de la canción comenzaron a filtrarse por Internet la tarde de ese día, y la canción se filtró en su totalidad el 2 de mayo de 2015, dos días antes de su lanzamiento oficial. El 3 de mayo de 2015, Spears anunció que había formado un equipo basado en la aplicación de la empresa de transporte Uber para darle a sus fanáticos una escucha temprana de la canción. Durante seis horas de ese día, los fanáticos en Los Ángeles tuvieron la oportunidad de pasear en los vehículos de Britney mientras se escuchaba la canción y además de tener la oportunidad de ganar regalos sorpresas y entradas para su show, Britney: Piece of Me en Las Vegas. El 4 de mayo de 2015, «Pretty Girls» fue lanzado para su descarga digital, con la anticipación de los fanes haciendo tendencia el hashtag #PrettyGirls en Twitter.

## Vídeo musical

### Antecedentes

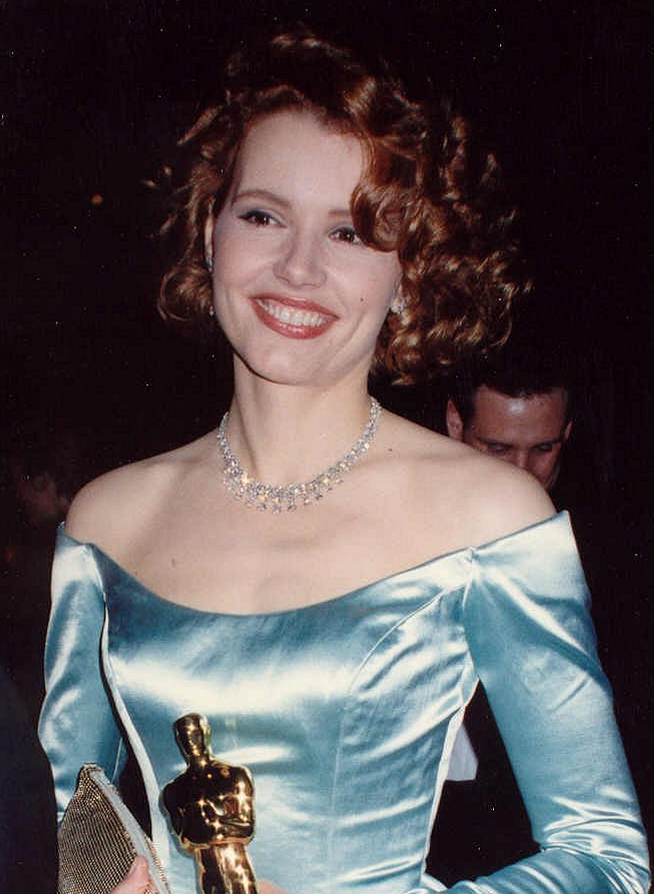
Azalea reveló que su look estaba inspirado en el papel de la actriz, Geena Davis en la película Earth Girls Are Easy (1988).

Mientras estaba siendo entrevistada por Access Hollywood el 29 de marzo de 2015, en los iHeartRadio Music Awards, Azalea reveló que estaba codirigiendo el vídeo musical, "estoy súper entusiasmada". Voy a ser la codirectora del vídeo la semana que viene, esto ha sido increíble, no sólo porque estoy trabajando con Britney y escribí la canción, sino porque estoy siendo capaz de poder hacer algo con lo visual. Es algo grandioso. Es todo un honor que me deje hacerlo, así que estoy súper emosionada." "Será mi primera vez que dirigiré algún video,"  continúo, "Estoy realmente nerviosa sobre esto. Quiero hacer justicia!," Spears también ha contribuido en el proceso creativo, "está teniendo sus propias ideas. Y está siendo algo grandioso porque tengo su número telefónico, así que estoy acosándole. ¿Qué piensas sobre esto?. Y ella también añade alguna de sus ideas," explicó Azalea. Spears había mencionado anteriormente que estaba preparando una video la semana anterior, durante una entrevista para la revista People durante las vacaciones de primavera. Esta será la tercera vez que Azalea codirige un vídeo oficialmente, después de «Black Widow» (2014) y «Trouble» (2015).
El 9 de abril de 2015, Spears y Azalea fueron fotografiadas filmando escenas para el video musical alrededor de las calles de Studio City, en Los Ángeles. Más tarde, Spears compartió una parte de la letra de la canción y una foto del detrás de cámaras en sus redes sociales. El video está inspirado en los años 80, por lo cual, Spears llevó en la parte superior un top con un animal print de leopardo, jeans rasgados, y lentes de sol con el mismo estampado del top, pendientes triangulares neón, y pintalabios rosa, mientras Azalea llevaba una chaqueta jean y shorts de jean y cabello rizado, mientras posando junto en un brillante convertible rojo y con Spears también conduciendo un Jeep amarillo. Azalea entonces compartió un selfie en su cuenta de Instagram, usando su segundo vestuario, junto con un hashtag del título de pista. Al día siguiente, se vio a Azalea con un segundo outfit, el cual estaba conformado por un top verde, leggins negros y tacones azules eléctricos. Fueron fotografiadas de nuevo en el segundo día de grabación del video, con Spears utilizando el mismo outfit del día anterior pero con cabello rizado. Spears filmó una escena en un lavado de autos con bailarines varones, realizando una rutina de baile. Ese mismo día, un fragmento del tema aún no lanzado fue viral en Twitter después de que un seguidor, quién estaba cerca al lugar de filmación, grabó una parte de la canción y lo subió a la red.

### Estreno
El vídeo es dirigido por Cameron Duddy y también cuenta con la codirección de Iggy Azalea. Fue lanzado el 13 de mayo de 2015 en la cuenta oficial de Spears en Vevo.

### Trama
El video empieza cuando Iggy, quién es una alienígena, estrella su nave espacial en la piscina de la casa de Britney. Luego continúa con un pequeño interludio de varias imágenes. Después,  Britney empieza a arreglar a Iggy y le da un gran cambio de look, justo en ese momento, Iggy abraza a Britney y con su mirada hace explotar un televisor, en el cual se pasaba un anuncio de un lavado de autos. Luego,  las chicas van por la calle en un Jeep naranja y llegan a un lavado de autos,  en donde Iggy hace que de la manguera salga agua color rosa. Mientras ocurre eso,  se muestra a Britney realizando una rutina de baile en el lavado de autos. Justo antes de empezar el coro, Iggy usa un cajero automático y con un toque hace que salga miles de dólares. Britney, emocionada y sorprendida, baila junto a Iggy. 
Luego, la música para y llegan las amigas de Britney en un auto rojo. Ellas dialogan unos segundos y Britney les cuenta que su nueva amiga viene de otro planeta, y es justo cuando Britney le pide a Iggy que repare su celular e Iggy acepta, pero termina transformando el teléfono en un Galaxy S6. Como Britney no sabe cómo usarlo (ya que se encuentran en los años 80), Iggy le dice que ella llamará a los demás para ir a la disco, lo cual Britney acepta. Luego se ven escenas de ellas por la calle en un auto rojo y llegan a la disco. Iggy y Britney bailan y cantan hasta que la música termina y empieza a temblar todo. Llega la nave espacial de Iggy y ellas levantan la vista hacia arriba, mientras Britney está muy emocionada, dando a entender que ellas llegan a subir a la nave y se van. Luego se muestran los créditos y el video finaliza.

## Presentaciones en vivo
El 22 de abril de 2015, Billboard y Dick Clark Productions confirmaron que Spears y Azalea estarían presentando de forma exclusiva el sencillo «Pretty Girls» por primera vez en la televisión en los Billboard Music Awards 2015 desde el MGM Grand Garden Arena en Las Vegas.  El 17 de mayo, Azalea reveló durante una entrevista que la presentación podría ser una especie de continuación para el video musical. La actuación recibió críticas positivas en su mayoría de los espectadores y críticos. People Magazine dijo que Spears y Azalea demostraron que son algo más que "chicas guapas". A partir "Desde el momento en que tocaron tierra en el escenario, el dúo mantuvo a la gente con mucha diversión. Entertainment Weekly también dijo que "Spears dio una de sus actuaciones televisadas más energéticas en años." Contrario a lo anterior, Chris Willman de Yahoo! la catalogó como una de las peores presentaciones de la cantante.
La canción se integró oficialmente en la residencia de Spears en Las Vegas, Britney: Piece of Me, el 5 de agosto de 2015.

## Formatos
| Descarga digital |                |          |  |
| N.º              | Título         | Duración |  |
| 1.               | «Pretty Girls» | 2:44     |  |

| Sencillo en CD |                               |          |  |
| N.º            | Título                        | Duración |  |
| 1.             | «Pretty Girls»                | 2:44     |  |
| 2.             | «Pretty Girls» (Instrumental) | 2:40     |  |

## Listas semanales
| América del Norte |                       |    |        |
| Canadá            | Canadian Hot 100      | 16 | [ 35 ] |
| Canadá            | CHR/Top 40            | 27 | [ 36 ] |
| Canadá            | Hot AC                | 41 | [ 37 ] |
| Estados Unidos    | Billboard Hot 100     | 29 | [ 38 ] |
| Estados Unidos    | Dance/Club Play Songs | 1  | [ 39 ] |
| Estados Unidos    | Digital Songs         | 6  | [ 39 ] |
| Estados Unidos    | Mainstream Top 40     | 23 | [ 39 ] |
| Asia              |                       |    |        |
| Corea del Sur     | Top 200 canciones     | 18 | [ 40 ] |
| Europa            |                       |    |        |
| Alemania          | Top 100 canciones     | 88 | [ 41 ] |
| Austria           | Top 75 canciones      | 74 | [ 42 ] |
| Bélgica (Flandes) | Top 50 canciones      | 1  | [ 43 ] |
| Bélgica (Valonia) | Top 50 canciones      | 42 | [ 44 ] |
| Croacia           | Top 100 canciones     | 72 | [ 45 ] |
| Escocia           | Top 100 canciones     | 10 | [ 46 ] |
| Eslovaquia        | Top 100 canciones     | 87 | [ 47 ] |
| España            | Top 50 canciones      | 5  | [ 48 ] |
| Finlandia         | Top 100 canciones     | 16 | [ 49 ] |
| Francia           | Top 100 canciones     | 25 | [ 50 ] |
| Grecia            | Digital Songs         | 6  | [ 51 ] |
| Hungría           | Top 40 canciones      | 11 | [ 52 ] |
| Irlanda           | Top 100 canciones     | 60 | [ 53 ] |
| Italia            | Top 20 canciones      | 75 | [ 54 ] |
| Reino Unido       | Top 75 canciones      | 16 | [ 55 ] |
| República Checa   | Top 100 canciones     | 72 | [ 56 ] |
| Suecia            | Digital Songs         | 5  | [ 57 ] |
| Australasia       |                       |    |        |
| Australia         | Top 50 canciones      | 27 | [ 58 ] |

## Certificaciones
| América        |      |      |              |         |        |
| Estados Unidos | RIAA | 2023 | Disco de oro | 500 000 | [ 59 ] |
| Europa         |      |      |              |         |        |
| Polonia        | ZPAV | 2015 | Disco de oro | 10 000  |        |

## Historial de publicaciones
| País                       | Fecha               | Formato          | Discográfica | Ref.                               |
| -------------------------- | ------------------- | ---------------- | ------------ | ---------------------------------- |
| Historial de publicaciones |                     |                  |              |                                    |
| Mundo                      | 4 de mayo de 2015   | Descarga digital | RCA          | [ 60 ] [ 61 ] [ 62 ] [ 63 ] [ 64 ] |
| Estados Unidos             | 5 de mayo de 2015   | Radio mainstream | RCA          | [ 65 ] [ 66 ]                      |
| Estados Unidos             | 5 de mayo de 2015   | Radio crossover  | RCA          | [ 67 ]                             |
| Italia                     | 8 de mayo de 2015   | Radio airplay    | Sony Music   | [ 68 ]                             |
| Alemania                   | 5 de junio de 2015  | Sencillo en CD   | Sony Music   | [ 69 ]                             |
| Reino Unido                | 14 de junio de 2015 | Descarga digital | RCA          | [ 70 ]                             |